# Neoptychocarpus apodanthus
Neoptychocarpus apodanthus là một loài thực vật có hoa trong họ Liễu. Loài này được (Kuhlm.) Buchheim mô tả khoa học đầu tiên năm 1959.